# 추신
추신(追伸/追申)은 편지 등의 마지막에 덧붙이는 문장을 의미한다. 추신을 의미하는 영어단어 postscript의 머리 글자를 따와 P.S.라고도 한다. 주로 편지를 쓰다가 본문에 미처 적지 못한 글을 나중에 따로 추가할 때 사용된다. 이 용어는 "이후에 기록된"을 의미하는 표현인 라틴어 post scriptum에서 유래되었다.

## 같이 보기
- 부록